# 981

Almanzor's veldtochten in Al-Andalus.

Het jaar 981 is het 81e jaar in de 10e eeuw volgens de christelijke jaartelling.

## Gebeurtenissen

### Europa
- Voorjaar - Keizer Otto II ("de Rode") houdt in Rome een audiëntie, welke wordt bijgewoond door belangrijke vorsten en edelen uit alle delen van West-Europa. Tijdens een feestmaal in het Vaticaan worden de opstandige edelen, die tegen Otto's heerschappij zijn, uitgenodigd en gearresteerd. Ze worden door soldaten meegenomen en in het openbaar geëxecuteerd. Otto krijgt door dit extreme voorval in Italië de bijnaam "de Bloedige".[1]
- Herfst - Otto II ("de Rode") vertrekt met een expeditieleger vanuit Rome en valt Apulië (Zuid-Italië) binnen om de plundertochten van de Saracenen te vergelden. Hij eist van Pisa een vloot om hem te ondersteunen tegen een handelsembargo van Venetië. Het embargo heeft weinig effect op de commerciële beperkingen. Otto krijgt de erkenning van zijn gezag van de Langobardische vorstendommen onder leiding van hertog Manso I.[2]
- Almanzor, de de facto heerser van Al-Andalus, wordt benoemt tot grootvizier en zet daarmee de andere regenten van de 16-jarige kalief Hisham II buiten spel. Hij begint een veldtocht tegen het christelijke gedomineerde noorden en verwoest de stad Astorga (huidige Spanje). Vanwege zijn overwinningen tegen de Leonese en Castiliaanse troepen krijgt Almanzor de bijnaam "de Overwinnaar".[3]
- Winter - Hoël I, hertog van Bretagne, wordt vermoord (vermoedelijk door zijn rivaal Conan I). Hij wordt opgevolgd door zijn broer Guerech, die pas is aangesteld als bisschop van Nantes.

### Engeland
- 13 februari - Een processie vertrekt uit Wareham, om de relikwieën van koning Edward II ("de Martelaar") naar de Abdij van Shaftesbury over te brengen. De stoet, begeleid door aartsbisschop Dunstan, komt na 8 dagen aan in Shaftesbury. De nonnen begraven Edward aan de noordzijde van het altaar van hun abdijkerk.[4]

### Religie
- Voorjaar - Paus Benedictus VII ontbindt het Duitse bisdom van Merseburg, na overleg met Otto II ("de Rode"). Hij vaardigt een encycliek uit – waarin hij de afpersing van geld voor de toekenning van welke "Heilige Orde" dan ook (bekend als simonie) verbiedt.
- Eerste schriftelijke vermeldingen van de steden Kłodzko en Pinerolo (of Pinarolium).

## Geboren
- Vladivoj, hertog van Bohemen (Huis van Piasten) (overleden 1003)

## Overleden
- 18 maart - Slavník, Boheems prins en edelman (Huis van Slavník)
- 20 juni - Adalbert, aartsbisschop van Maagdenburg (r. 968 - 981)
- Hoël I, hertog van Bretagne (Huis van Nantes) (r. 958 - 981)
- Pandulf I ("IJzerenhoofd"), Lombardisch prins en edelman[5]